# 浦改人
浦改人（うらあらためにん）とは、江戸時代に江戸と大坂を結ぶ菱垣廻船が海難に遭遇した時に現地調査とその後処理を行った荷主あるいはその代理人。浦方改・浦究衆とも。
遭難場所が遠江国今切（現在の静岡県浜松市と湖西市の境界）を境として東側では江戸の荷主組合が、西側では大坂の荷主組合から選ばれた浦改人が派遣され、付近の浦で保管された残存荷物・船具などを点検・確認するとともに現地の浦役人から浦証文と呼ばれる遭難証明書の交付を受け、濡荷の処分、無事であった積荷の輸送、諸経費の精算などの浦仕舞のための処分一切を取り仕切る権限を与えられていた。